# Hart (Haigerloch)
Hart ist ein Stadtteil von Haigerloch im Zollernalbkreis in Baden-Württemberg (Deutschland). Das Dorf befindet sich nordöstlich von Haigerloch.

## Geschichte
Hart wird in der ersten Hälfte des 12. Jahrhunderts erstmals genannt, als die Gräfin Udilhild von Zollern ein Gut im Ort dem Kloster Zwiefalten schenkte. Hart, das zur Herrschaft Haigerloch gehörte, bildete mit Höfendorf und Bietenhausen das Amt Hart. Der größte Grundherr in Hart war bis zur Säkularisation im Jahr 1805 das Kloster Kirchberg.

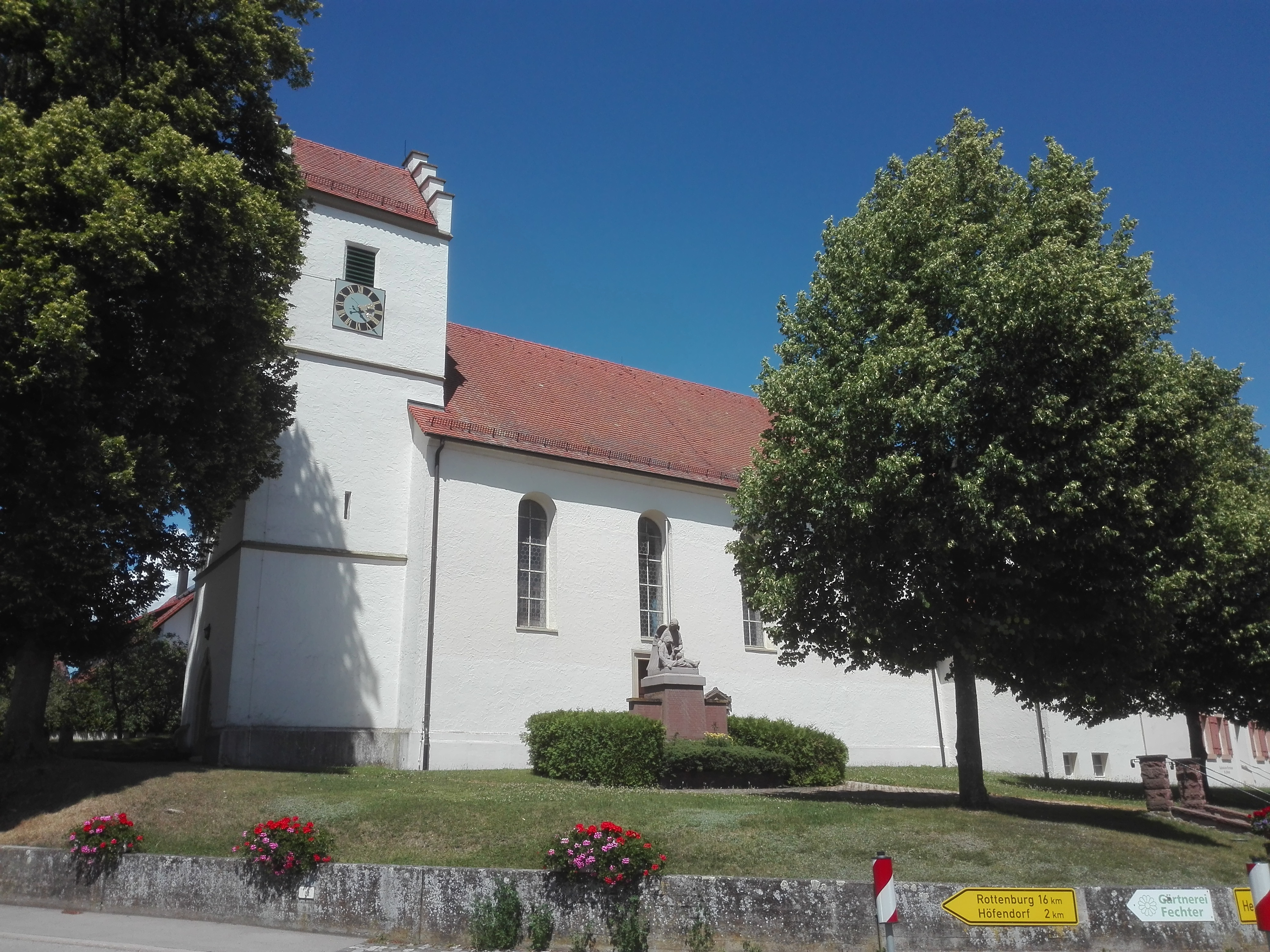
Pfarrkirche St. Johann Baptist in Haigerloch-Hart

Im Staatsarchiv Sigmaringen gibt es jedoch auch eine urkundliche Notiz, in der über die Kaplanei Hart und deren Trennung von der Mutterkirche in Rangendingen die Rede ist. Dort heißt es: „Die Kaplanei Hart, ursprünglich eine Kapelle unter dem Pfarrsprengel Rangendingen, in welcher Verbindung sie schon 1080 in einer päpstlichen Indulgenz (Duldung) vorkommt.“
Noch älter sind laut Stefan Wintermantel die Spuren römischer Landvermessung und Besiedlung, die er auf der Harter Gemarkung feststellen zu können glaubt: Sie könnten in der Zeit vom Ende des ersten bis in die Mitte des dritten Jahrhunderts nach Christus entstanden sein.
Wintermantel weist auf die orthogonale Lage hin, in der die Bahnhofstraße, die Tannwaldstraße und die Straßen, die an der Harter Kirche nach Norden und Süden führen, zueinander liegen, und stellt fest: „Der geschilderten orthogonalen Anordnung der Straßen liegt ein Quadrat zugrunde [...], dessen Ost-West-Orientierung gegenüber der genauen Ostrichtung einen Winkel von ca. 12° nach Norden bildet. Dieses Quadrat ist für den Siedlungsgrundriss bestimmend.“ Südlich schließt sich laut Wintermantel an dieses erste ein zweites Quadrat an, das durch Straßen und einen alten Entwässerungs- und Grenzgraben gebildet wird; in der weiteren Umgebung sind laut Wintermantel die Spuren der Rasterquadrate undeutlicher. Diese Quadrate haben eine Seitenlänge, die ziemlich genau zehn römischen Actus entspricht. Dass die Harter Gegend in römischer Zeit landwirtschaftlich genutzt wurde, hält Wintermantel nicht nur wegen des geeigneten Bodens für wahrscheinlich, sondern auch aufgrund der in näherer Umgebung gefundenen Spuren römischer Gutshöfe etwa in Trillfingen, Höfendorf und bei Bierlingen-Neuhaus sowie des Verlaufs der Römerstraße von Rottweil (Ara Flaviae) nach Rottenburg (Sumelocenna) südlich von Hart. Wintermantel vermutet auch einen einstigen römischen Gutshof auf der Harter Gemarkung. In Frage kommt seiner Ansicht nach die Flur „Ziegeläcker“, die nicht nur genau im Winkel zweiter nach Süden und Westen führender alter Wege liegt, sondern deren Name auch auf die einstige römische Bebauung hinweisen könnte. Weiter östlich gibt es außerdem eine Flur namens „Ziegelbrunnen“; auch diese könnte auf Überreste römischer Bauten zurückgehen.
Ein dritter Flurname, der mit Ziegelsteinbauten assoziiert werden könnte, ist „Röthe“.
Dass die Spuren römischer Vermessungs- und Bautätigkeit sich deutlich erhalten haben, begründet Wintermantel zum einen mit der Weiternutzung der Römerstraße und ihrer Zubringer auch in nachrömischer Zeit, zum anderen damit, dass Hart keine frühe alamannische Siedlung ist, sondern erst im hohen Mittelalter ausgebaut wurde. Der Ortsname „Hart“ sei vermutlich auf das Wort „Hardt“ für Weidewald zurückzuführen, und ein solcher habe auf den in der Römerzeit intensiv und danach lange Zeit kaum noch genutzten landwirtschaftlichen Flächen entstehen können. „Angesichts der noch so deutlich erkennbaren Vorzugsrichtungen der Grundstücksgrenzen“ muss wohl, so Wintermantel, „an eine mehr oder weniger planmäßige Erschließung und Aufteilung der Harter Flur durch einen mittelalterlichen Akteur [...] gedacht werden“, der sich an den noch deutlich erkennbaren Spuren der römischen Limitation orientiert habe.
Am 1. April 1972 wurde Hart in die Stadt Haigerloch eingegliedert.